# エル・リベラル
エル・リベラル(スペイン語: El Liberal)は、スペインで1879年から1936年まで発行されていた日刊紙（一般紙）。紙風はリベラル。王政復古期のスペイン（1874年-1931年）を代表する新聞のひとつだった。拠点はマドリードであり、1901年以降はバルセロナ、セビリア、ビルバオで地方版が発行された。

## 歴史
1879年にマドリードで創刊され、1890年にはスペインを代表するジャーナリストだったミゲル・モヤが編集長に就任した。モヤは1895年に出版責任者の立場にも就任し、また親会社の経営責任者にもなって、マドリード新聞協会の設立にも携わった。モヤは1906年まで編集長の座にあり、1920年まで出版責任者の座にあった。
1901年、グルポ・エル・リベラルまたはトラスト(Trust) として知られる親会社のソシエダ・エディトリアル・デ・エスパーニャは、カタルーニャ地方のバルセロナ、アンダルシア地方のセビリア、バスク地方のビルバオで地方版を発行することを決定した。特にビルバオ版は際立って共産主義的な紙面となり、かつて編集者でもあった社会主義者のインダレシオ・プリエトに買収された。プリエトはその後スペイン社会労働党（社会党）の大物となり、1930年代の第二共和政期には公共事業大臣や国防大臣を、1935年から1948年には社会党の書記長（党首）を務めた。